# Ligyra sinuatifascia
Ligyra sinuatifascia är en tvåvingeart som först beskrevs av Macquart 1855.  Ligyra sinuatifascia ingår i släktet Ligyra och familjen svävflugor. Inga underarter finns listade i Catalogue of Life.